# What's Going On
What's Going On är ett musikalbum av den amerikanska soulmusikern Marvin Gaye. Det spelades in 1970 och 1971 i Hitsville U.S.A., Golden World och United Sound Studios i Detroit och i The Sound Factory i West Hollywood, Kalifornien och släpptes den 21 maj 1971 på skivbolaget Motown. Marvin hade blivit mycket politiskt engagerad och gav på albumet sin syn på bland annat det då pågående Vietnamkriget, samt miljöförstöring, polisbrutalitet, arbetslöshet och fattigdom i USA. Albumet var det första som Gaye producerade helt själv. Det var också det första albumet på skivbolaget Motown där medlemmarna i The Funk Brothers stod krediterade på skivomslaget. Motowns studiomusiker hade innan dess verkat helt i det fördolda. Titelspåret som var den första låten från albumet att spelas in och lanseras blev albumets största hitsingel. Även "Mercy Mercy Me (The Ecology)" och "Inner City Blues (Make Me Wanna Holler)" släpptes sedan som singlar.
Albumet listades som #6 i magasinet Rolling Stones lista The 500 Greatest Albums of All Time.

## Låtlista
(upphovsman inom parentes)
1. "What's Going On" (Renaldo Benson, Al Cleveland, Marvin Gaye) – 3:52
2. "What's Happening Brother" (Marvin Gaye, James Nyx) – 2:44
3. "Flyin' High (In the Friendly Sky)" (Anna Gordy Gaye, Marvin Gaye, Elgie Stover) – 3:49
4. "Save the Children" (Renaldo Benson, Al Cleveland, Marvin Gaye) – 4:03
5. "God Is Love" (Anna Gordy Gaye, Marvin Gaye, James Nyx, Elgie Stover) – 1:41
6. "Mercy Mercy Me (The Ecology)" (Marvin Gaye) – 3:13
7. "Right On" (Earl DeRouen, Marvin Gaye) – 7:31
8. "Wholy Holy" (Renaldo Benson, Al Cleveland, Marvin Gaye) – 3:08
9. "Inner City Blues (Make Me Wanna Holler)" (Marvin Gaye, James Nyx) – 5:26

## Listplaceringar
- Billboard 200, USA: #6[3]
- Billboard R&B Albums: #1
- RPM, Kanada: #37